# Курьяново (Псковская область)
Курьяново — деревня в Усвятском районе Псковской области России. Входит в состав сельского поселения «Церковищенская волость».

## География
Находится на юге региона, в северо-восточной части района, в лесной местности, к востоку от болота Чистик, в 25 км от райцентра Усвяты и в 8 км от волостного центра Церковище.
Уличная сеть не развита.

## История
В соответствии с Законом Псковской области от 28 февраля 2005 года № 420-ОЗ деревня Курьяново вошла в состав образованного муниципального образования Церковищенская волость.

## Население
| 2001 | 2002 | 2010 |
| ---- | ---- | ---- |
| 8    | ↘7   | ↗8   |

## Инфраструктура
Личное подсобное хозяйство.
Почтовое отделение, обслуживающее д. Курьяново — 182583; расположено в волостном центре д. Церковище.

## Транспорт
Просёлочные дороги.